# Врх-при-Млиншах
Врх-при-Млиншах (словен. Vrh pri Mlinšah) — поселення в общині Загорє-об-Саві, Засавський регіон, Словенія. Висота над рівнем моря: 636,8 м.